# Rusłan Babenko
Rusłan Ołeksandrowycz Babenko, ukr. Руслан Олександрович Бабенко (ur. 8 lipca 1992 w Dniepropetrowsku) – ukraiński piłkarz występujący na pozycji pomocnika w ukraińskim klubie Olimpik Donieck.

## Życiorys

### Kariera klubowa
Wychowanek UFK Dniepropetrowsk, Szkoły Sportowej w Mikołajowie oraz Dnipra Dniepropetrowsk, barwy których bronił w juniorskich mistrzostwach Ukrainy (DJuFL). W 2009 rozpoczął karierę piłkarską w drużynie rezerw Dnipra Dniepropetrowsk, a 23 kwietnia 2011 debiutował w Premier-lidze. W lipcu 2014 został wypożyczony do Wołyni Łuck, w której grał do lata 2015. Po wygaśnięciu kontraktu 12 sierpnia 2015 przeszedł do Stali Dnieprodzierżyńsk. 8 lutego 2016 podpisał dwuletni kontrakt z norweskim FK Bodø/Glimt. 14 listopada 2016 po zakończeniu sezonu za obopólną zgodą kontrakt został anulowany, a w grudniu 2016 dołączył do klubu Zoria Ługańsk. 25 lipca 2018 przeniósł się do Czornomorca Odessa, gdzie rozegrał 28 ligowych spotkań. W czerwcu 2019 roku podpisał roczną umowę z Rakowem Częstochowa.

### Kariera reprezentacyjna
Występował w juniorskich reprezentacjach Ukrainy U-17 i U-19. W latach 2011–2013 zawodnik młodzieżowej reprezentacji Ukrainy.

## Sukcesy

### Klubowe
Dnipro Dniepropetrowsk
- Wicemistrz Ukrainy: 2014